# Rodriguezia candida
Rodriguezia candida là một loài lan phân bố từ miền bắc Nam Mỹ đến Brasil.

## Hình ảnh

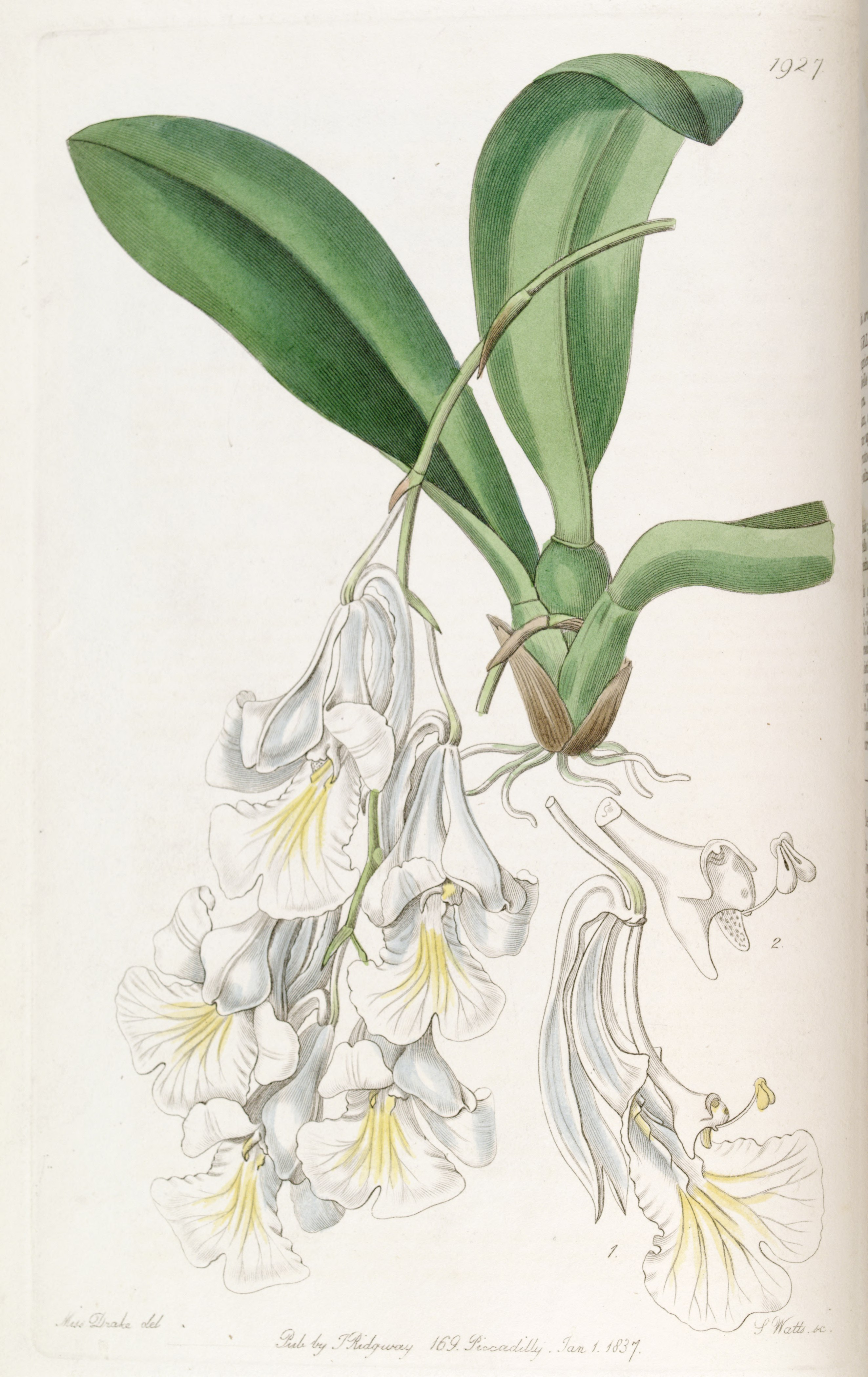
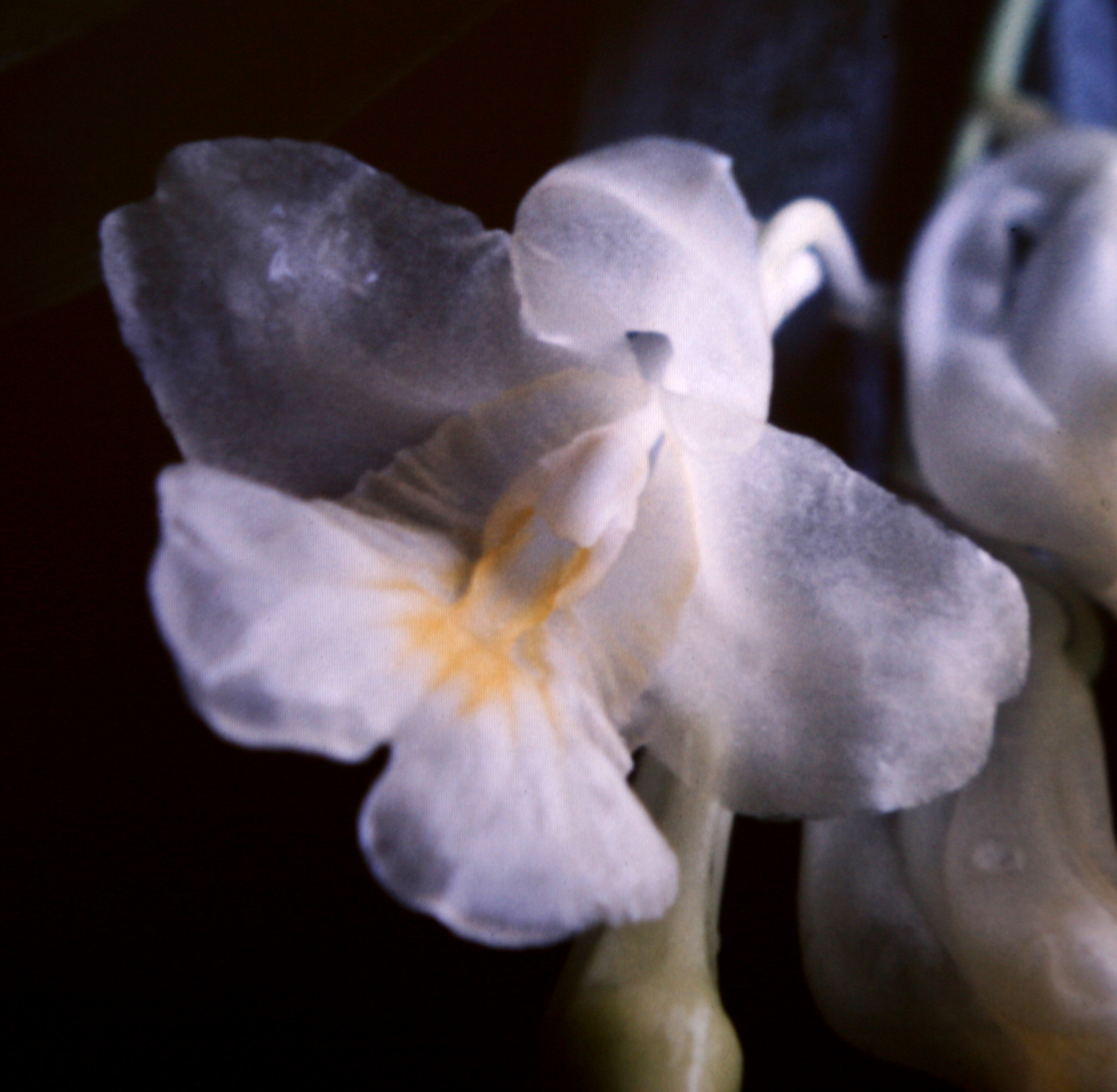
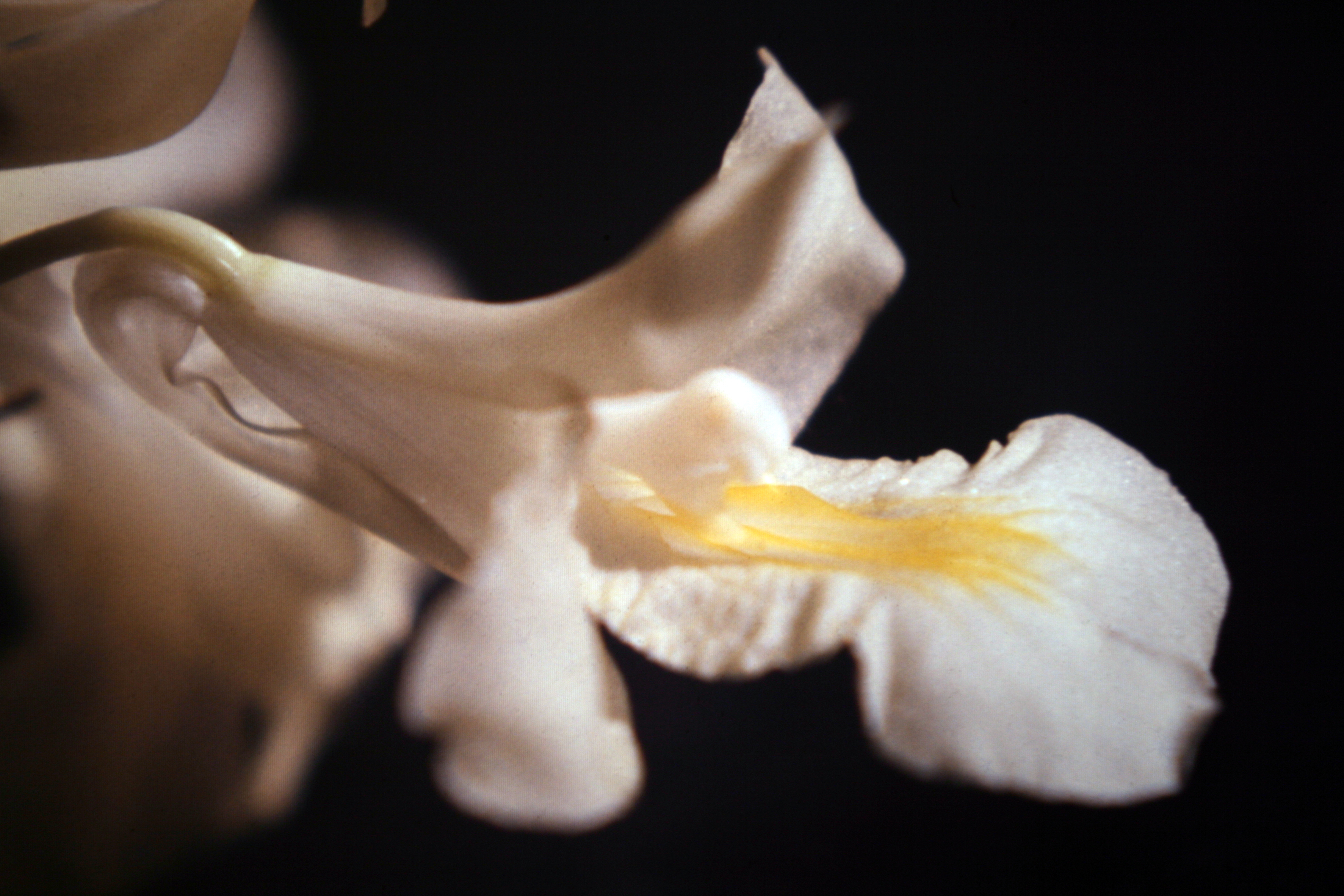
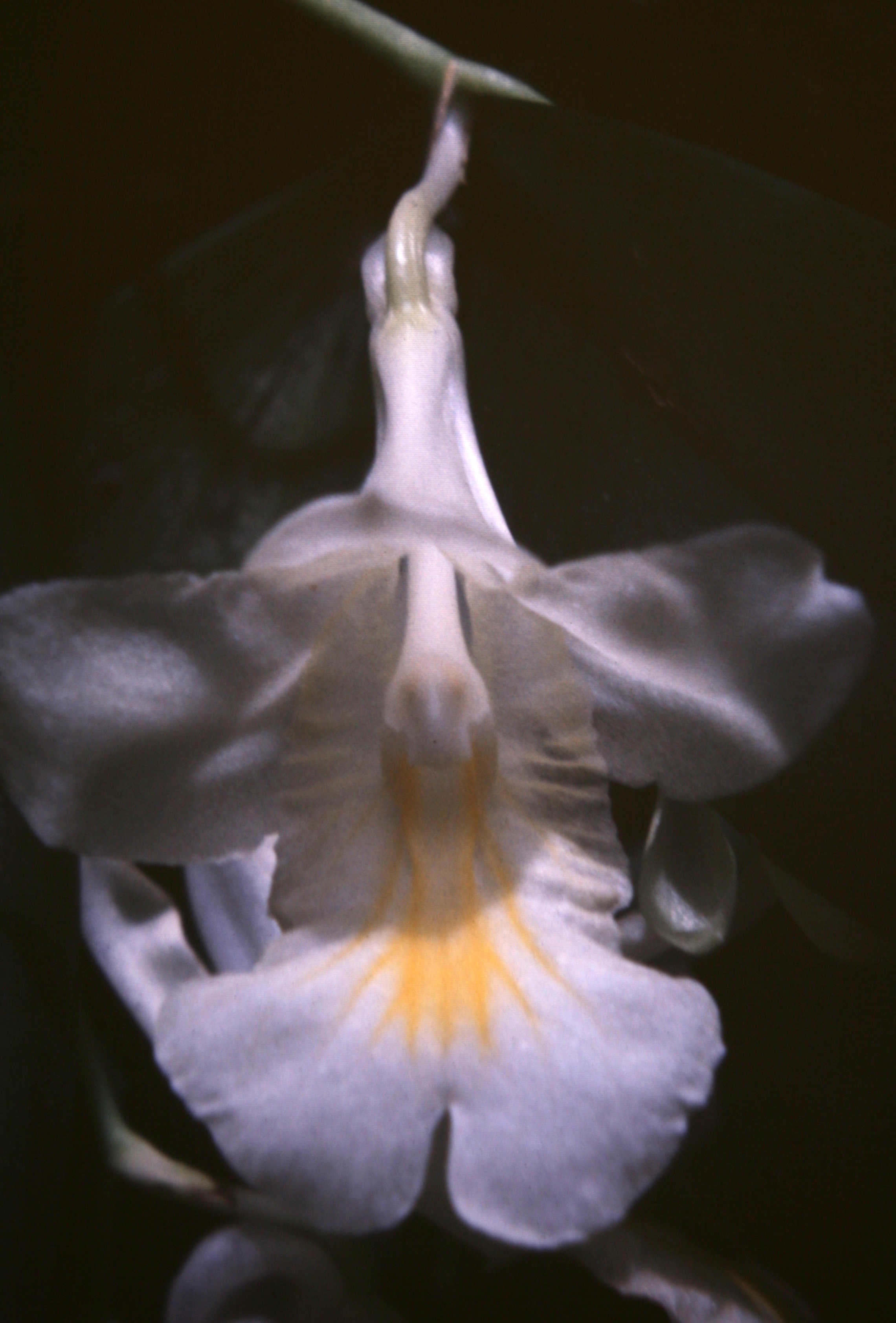